# Jan Krakowský z Kolowrat
Jan Krakowský z Kolowrat (uváděn 1530–1555) byl příslušník krakovské větve šlechtického rodu Kolovratů. V letech 1537–1547 byl hejtmanem rakovnického kraje.

## Život a rodina
Syn Jindřicha Albrechta z Kolowrat a z Krakovce (uváděn 1479–1530) a Kateřiny z Wartenbergu a z Blankensteinu (uváděna 1476–1487). Někdy před rokem 1537 se oženil s Anastasií Plánskou ze Žeberka (von Seeberg), Paní Anastasie je listině doložena v letech 1537–1567. Z tohoto manželství se narodily dcery Zdenka (1533–1574) a Marie Anna (1553–1558). Jan Krakowský z Kolowrat zemřel v roce 1555.

## Majetek
Byl spolumajitelem hradu Krakovce. V rámci dělení otcovského majetku mu 10. srpna 1530 připadly statky Veclov, Svojetín, Očihov, Soseň, Svinařov, Skupá a Zhoř. Dále vlastnil společně s bratrem Hynkem tvrz Podmokly s příslušenstvím a Nový mlýn. Když zemřel bratr Hynek (asi roku 1539), stal se Jan z Kolowrat poručníkem jeho nezletilých synů Jiřího (1538–1563) a Víta (1540–1567). Jan však nebyl dobrým hospodářem a řadu statků musel odprodat. Tak prodal nejprve roku 1541 jménem svým i svých synovců Kolešovice panu Jeronýmu Hrobčickému z Hrobčic a na Slatině. Někdy tou dobou prodal také svůj statek Soseň (4 km východně od Jesenice), protože v roce 1542 je tamější tvrz již uváděna jako pustá.
V roce 1544 prodal ves Očihov (5 km jihovýchodně od Podbořan) s tvrzí a příslušenstvím rovněž Jeronýmu Hrobčickému z Hrobčic. Konečně smlouvou ze dne 9. června 1548 prodali Jan, Jiřík a Vít Krakowští z Kolowrat za 3850 kop grošů českých nejvyššímu zemskému sudímu Janovi staršímu z Lobkowicz a na Zbiroze a jeho manželce Anně, rozené z Roupova vsi Skupou, Svinařov, Modřejovice, Podmokly, Studený s podacím v Rousínově, dvůr a tvrz Dubňany, pustý dvůr v Hlincích a především hrad Krakovec s poplužním dvorem. Tak byla až do roku 1570 ztracena kolébka větve Krakowských z Kolowrat, která sehrávala v životě členů rodu důležitou roli. 